# Gourchelles
Gourchelles ist eine französische Gemeinde mit 104 Einwohnern (Stand 1. Januar 2022) im Département Oise in der Region Hauts-de-France. Die Gemeinde liegt im Arrondissement Beauvais und ist Teil der Communauté de communes de la Picardie Verte und des Kantons Grandvilliers.

## Geographie
Die Gemeinde liegt rund fünf Kilometer südlich von Aumale. Die Bahnstrecke Épinay – Villetaneuse – Tréport – Mers durchzieht die Gemeinde.

## Einwohner
| 1962 | 1968 | 1975 | 1982 | 1990 | 1999 | 2006 | 2011 |
| ---- | ---- | ---- | ---- | ---- | ---- | ---- | ---- |
| 172  | 171  | 128  | 140  | 121  | 119  | 133  | 129  |

## Verwaltung
Bürgermeister (maire) ist seit 2013 Christophe Cocu.

## Sehenswürdigkeiten
- Kriegerdenkmal
- Fenster für die Toten des Ersten Weltkriegs in der Kirche.

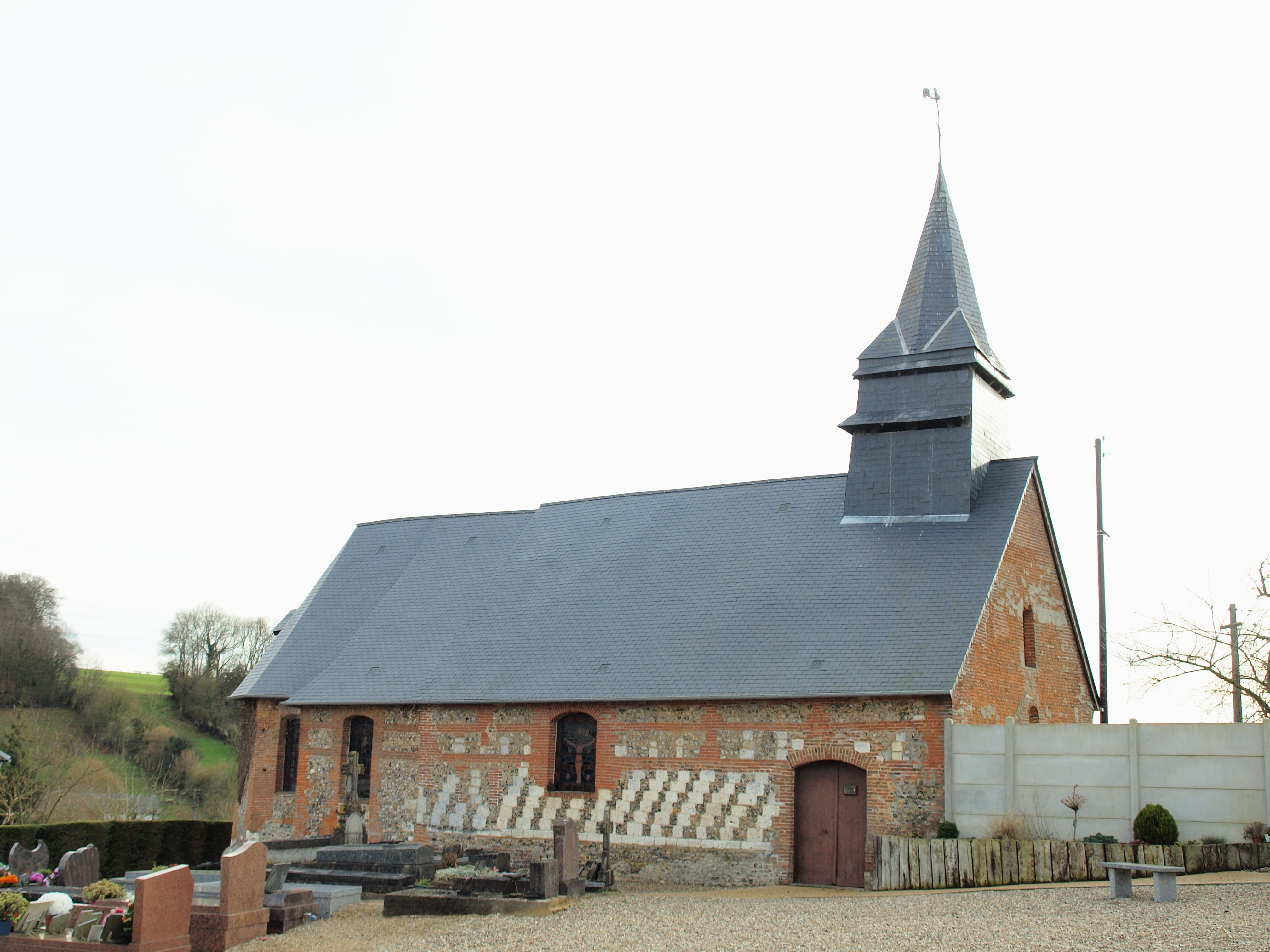
Kirche Saint-Valéry